# Гопал Бханд
Гопал Бханд (Гопал Бхар) (бенг. গোপাল ভাঁড়) — бенгальский фольклорный шут.

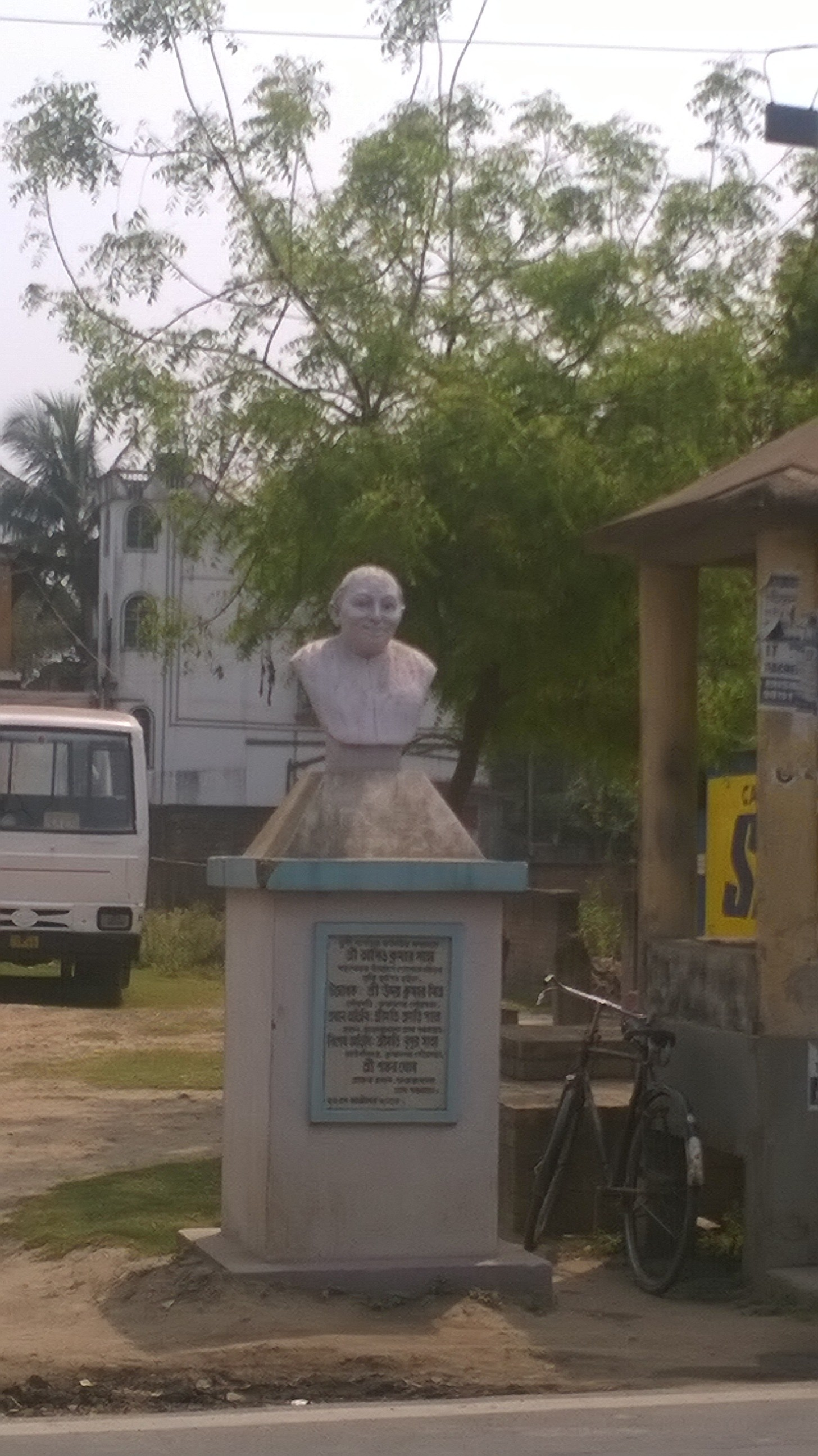
Гопал Бханд

Впервые появляется в начале XIX века в баттальских книгах. Это большой остряк и мудрец, как развлекающий раджу, так и дающий ему ценные уроки, рассказывая анекдотические истории, соответствующие текущей проблеме. Имея некоторое сходство с раджой Бирбалом при дворе императора Моголов Акбара, Гопал Бханд шутит более грубо.
Нередко называется шутом при дворе раджи Надии (ныне округ в Западной Бенгалии) Кришны Чандры Роя (1710—1783). Но вряд ли это действительно так: время правления Кришны Чандры хорошо задокументировано, при этом никаких упоминаний о шуте Гопале Бханде нет. Историческим прототипом мог быть телохранитель Кришны Чандры Шанкар Таранга, которого тот ценил за мужество, смекалку и мудрость. Но вне зависимости от реальности существования Гопала Бханда, он является важной частью бенгальского фольклора.